# Emma (mini-série, 2009)
Pour les articles homonymes, voir Emma.
Emma est une mini-série britannique en quatre parties de 60 minutes, adaptée du roman de Jane Austen, publié pour la première fois en 1815. Les épisodes en ont été écrits par Sandy Welch, scénariste appréciée d'autres mises en scène en costumes de la BBC, telles que le Jane Eyre de 2006, ou la série télévisée North and South (2004).
La série est dirigée par Jim O'Hanlon, avec Romola Garai dans le rôle d'Emma Woodhouse, Jonny Lee Miller dans celui de son loyal ami de toujours, Mr Knightley, et Michael Gambon dans celui du père d'Emma, Mr Woodhouse. La série a été initialement diffusée le dimanche soir sur BBC One, du 4 au 25 octobre 2009.
En France, elle a été diffusée à partir du 20 juin 2020 sur Chérie 25, puis sur Arte à partir du 6 juillet 2023.

## Synopsis
Emma Woodhouse, belle, intelligente et riche, a peu à se soucier de l’existence. Lorsque sa gouvernante fait un mariage fort avantageux, elle se félicite d’avoir si bien su réunir les époux. Quand Emma rencontre la jolie et naïve Harriet, elle décide de mettre en pratique ses compétences d’entremetteuse – ignorant les avertissements de son voisin et ami, Mr Knightley, sur la peine qu’elle peut causer.

## Distribution
- Romola Garai (VFB : Marcha Van Boven) : Emma Woodhouse
- Jonny Lee Miller (VFB : Franck Dacquin) : Mr Knightley
- Michael Gambon (VFB : François Mairet) : Mr Woodhouse
- Louise Dylan (VFB : Esther Aflalo) : Harriet Smith
- Jodhi May (VFB : Manuela Servais) : Anne Taylor (Mrs Weston)
- Robert Bathurst (VFB : Daniel Nicodème) : Mr Weston
- Rupert Evans (VFB : Alexandre Crépet) : Frank Churchill
- Laura Pyper : Jane Fairfax
- Tamsin Greig (VFB : Fabienne Loriaux) : Miss Bates
- Valerie Lilley (en) : Mrs Bates
- Blake Ritson (VFB : Pierre Lognay) : Mr Elton
- Christina Cole (VFB : Maia Baran) : Augusta Elton
- Dan Fredenburgh (en) : John Knightley
- Poppy Miller : Isabella Knightley
- Jefferson Hall : Robert Martin
- Veronica Roberts (en) : Mrs Goddard
- Annabel Mullion (en) : Mrs Woodhouse

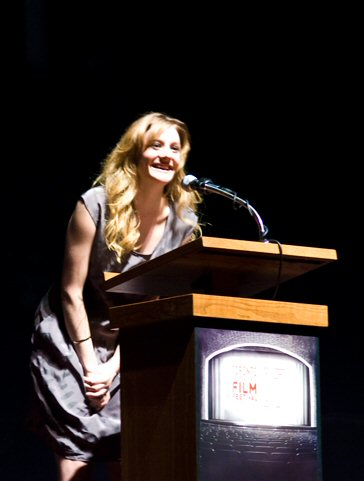
Romola Garai (Emma), ici en 2007.

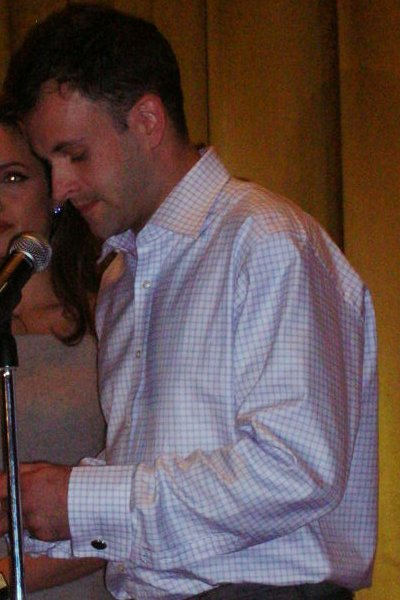
Jonny Lee Miller, ici en 2005.

- Lyla Barrett-Rye : Emma enfant (3 ans)
- Sophie Alibert : Emma enfant (7 ans)
- Teddy Bunn : Frank Churchill jeune
- Susie Trayling : Mrs Churchill
- Sarah Gower et Claire Gower : Jane Fairfax jeune
- Jamie Glover (en) : Henry Knightley
- Joshua Jones : James Knightley
- Eileen O'Higgins (en) : Miss Martin 1
- Sarah Ovens : Miss Martin 2
- Frank Doody : Mr Dixon
- Amy Loughton : Miss Campbell
- Liza Sadovy : Mrs Cole
- Nathaniel Gleed : le petit bohémien

## Épisodes
1. L'Entremetteuse
2. Malentendus amoureux
3. Quand les cœurs chavirent
4. L'Heureux dénouement